# 楊武 (明朝)
楊武（1464年—1532年），字宗文，號北山，陝西鳳翔府岐山縣人，軍籍，明朝政治人物。

## 生平
弘治二年（1489年）己酉科陝西鄉試第三十一名，弘治九年（1496年）丙辰科進士。授山東淄川知縣，十六年九月實授浙江道監察御史，十八年清理河南军务及查盘军器，正德二年回朝，刷卷京畿道，三年（1508年）出按順天，以劉瑾同鄉之故，四年升大理寺左寺丞，奉命勘视大同边务。正德五年超升都察院左佥都御史、巡抚宣府地方。正德五年（1510年）八月，科道彈劾劉瑾同黨，楊武被革職為民。嘉靖十一年卒，年六十九。

## 家族
曾祖楊俊，百戶；祖父楊忠；父楊禮（1421年-1481年），字節之，號敬菴 ；前母龐氏，前母白氏，母羽氏（1431年-1477年）。永感下。兄杨全、杨玘。